# キャサリン・ベル (バレーボール)
キャサリン・ベル（Katherine "Khat" Bell、1993年3月5日 - ）は、アメリカ合衆国の女子バレーボール選手である。
カート・ベルとして知られている。

## 来歴
テキサス州メスキート出身。15歳でバレーボールを始め、2009年にはU-18ナショナルチーム代表候補に選出されている。北メスキート高校（英語版）からテキサス大学に進学。ロングホーンズ時代にはAVCAオールアメリカンセカンドチーム選出など多数の個人賞を獲得した。2015年にはユニバーシアード大会に出場した。
2015年5月2日に韓国バレーボール連盟がカリフォルニア州アナハイムで実施したトライアウトに合格し、指名を受けたGSカルテックス・ソウルKIXXと契約しプロ選手となった。10月12日の開幕戦でディフェンディングチャンピオンのIBK企業銀行アルトスにストレート勝ち、ベルは好スタートを切った。その後、トルコ、フィリピンのクラブチームでプレーした。2021/22シーズンは韓国リーグの仁川興国生命ピンクスパイダーズに入団した。2022/23シーズンは韓国道路公社ハイパスでプレーし、チームの優勝に貢献し、優勝決定戦MVPも受賞した。

## 所属チーム
- テキサス大学ロングホーンズ（2011-2014年）
- GSカルテックス・ソウルKIXX（2015-2016年）
- Manisa BBSK（2016-2017年）
- Balıkesir BBSK（2017-2018年）
- Henan Volleyball（2018-2019年）
- Petron Blaze Spikers（2019-2020年）
- Bolu Bld.（2020-2021年）
- 仁川興国生命ピンクスパイダーズ（2021-2022年）
- 韓国道路公社ハイパス（2022-2023年）
- 江西女排（2023年）
- ベガス・スリル（英語版）（2023-2024年）
- Chery Tiggo 7 Pro Crossovers（2024年）
- アスリーツ・アンリミテッド（2024年）
- LOVBオースティン （2024年-）

## 受賞歴
- 2012年 - コブラマガジン 国内年間優秀選手
- 2013年 - バレーボールマガジン セカンドチーム、AVCA準オールアメリカンチーム
- 2014年 - オールアメリカン セカンドチーム
- 2016年 - 韓国2015-2016 Vリーグ ベスト7
- 2023年 - 韓国2022-2023 Vリーグ 優勝決定戦MVP